# Eva Noblezada
Eva María Noblezada (San Diego, California; 18 de marzo de 1996) es una actriz y cantante estadounidense, de padre filipino y madre mexicana. Es más conocida por su trabajo en teatro, donde protagonizó musicales en el West End y en Broadway. Entre sus galardones se incluyen un premio Grammy y dos nominaciones a los premios Tony.

## Primeros años de vida
Eva María Noblezada nació el 18 de marzo de 1996 en San Diego, California. Su padre Jon es filipino y madre Angie es mexicana. Noblezada creció en su ciudad natal, luego la familia se mudó a Charlotte, Carolina del Norte, donde estudió en la Northwest School of the Arts hasta los 17 años.
Durante una actuación vocal en 2013, un director de casting se fijó en ella y le permitió hacer una audición con el productor Cameron Mackintosh, quien estaba buscando a la protagonista del musical Miss Saigon en Broadway y contrató a Noblezada para el papel principal, interpretando a Kim. Por este papel, Noblezada recibió posteriormente, entre otras cosas, el premio Whatsonstage.

## Carrera
En noviembre de 2018, Noblezada asumió en el papel principal de Eurydice en la producción del musical Hadestown del Royal National Theatre. Continuó en el papel de Eurydice cuando la producción se transfirió al Walter Kerr Theatre de Broadway en abril de 2019. Ganó el premio Audience Choice Award de Broadway.com a la actriz principal favorita en un musical, además de ganar el premio Grammy 2020 al Mejor Álbum de Teatro Musical.
Interpretó a "Rosa" (Rosario) su primer papel protagónico en una película en 2019, en Yellow Rose (La Rosa Amarilla), un drama sobre la persecución legal a los trabajadores migrantes indocumentados.